# 牛田茉友
牛田 茉友（日文：うしだ まゆ，1985年6月8日 - ），為日本政治家，前NHK播音員。現為隸屬國民民主黨的參議院議員。本名為髙橋 茉友（日文：たかはし まゆ）。

## 生平

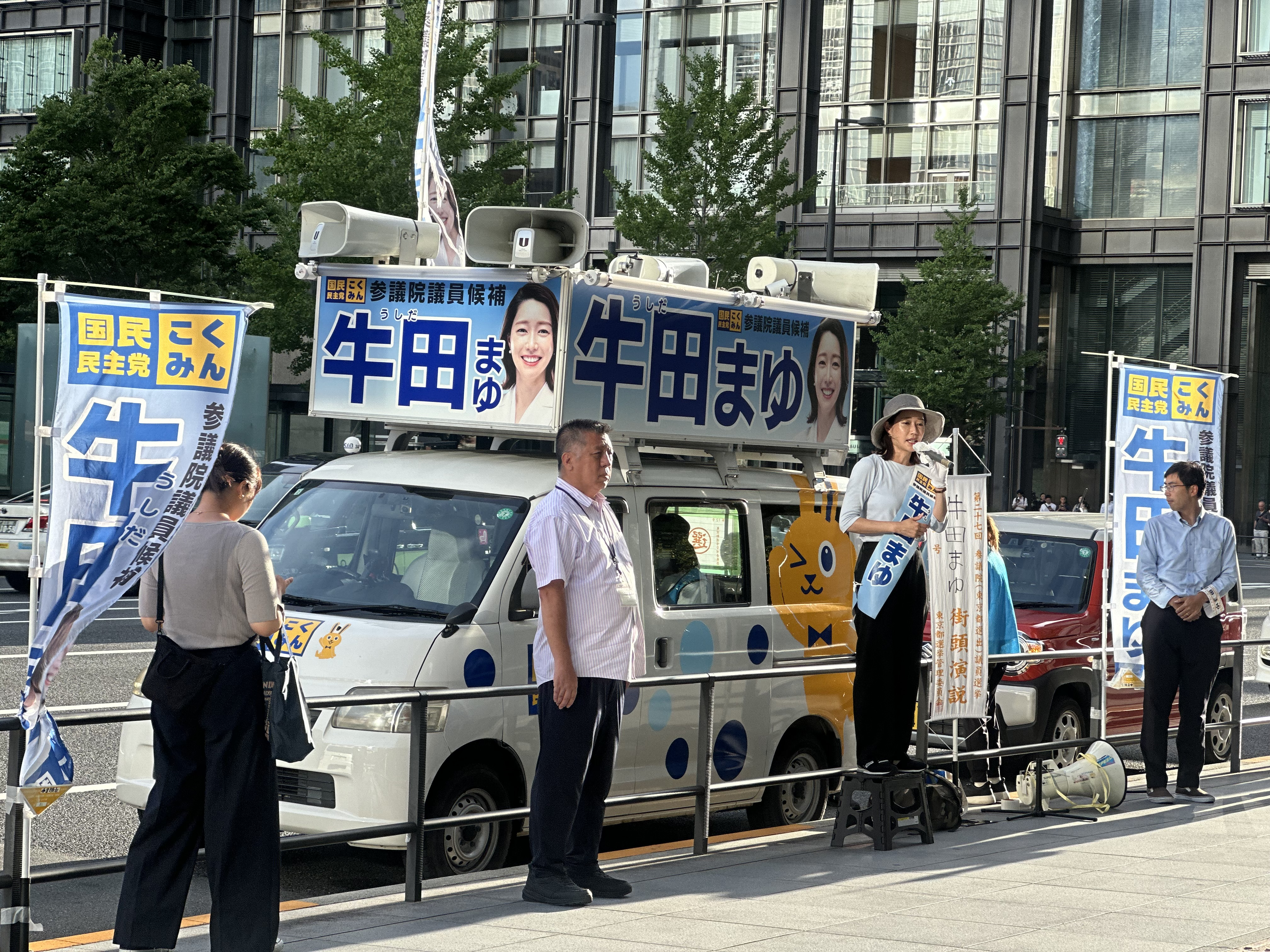
正在進行街頭演講的牛田

大阪府池田市出身。大阪教育大學附屬高等學校池田校舍、大阪大學醫學院保健學系畢業。具醫事檢驗師資格。
2009年進入NHK。初次的勤務地為山口放送局。2012年2月，調動至京都放送局。之後，經由東京播音員室、大阪放送局，於2023年8月起再次回到東京播音員室。
2025年4月18日自NHK辭職，後續並於7月20日的第27屆參議院議員選舉，代表國民民主黨於東京選區參選，並以634,304票成功初次當選。

## 演出節目
山口放送局時期（2009年度 - 2012年1月）
- 地上數位播出推進大使
  - 資訊維新!山口（日语：情報維新!やまぐち）「地面電視數位大使 茉友去吧!」（至2010年度）

京都放送局時代（2012年2月 - 2014年度）
- 高校野球選拔與選手權甲子園開幕式直播
  - 第84屆選拔（2012年）
  - 第94屆選手選拔（2012年）
  - 第95屆選手選拔（2013年）
  - 第86屆選拔（2014年）
- 2013年洲際國家盃 （BS1，2013年6月 - 7月）
- 趣味DO樂（日语：趣味Do楽）「茶道 裏千家 與茶道的相遇」（教育頻道，2014年2月3日 - 3月24日）

東京播音員室時期（2015年度 - 2018年度）
- N特集5min.（旁白）
  - 新過敏治療 ～掌握關鍵的免疫細胞〜（2015年4月4日）
  - 潛入深海! 深海大峽谷 發光生物們的王國（2016年8月27日）
- 一條道路~法國南部塞文山脈地區~（BS Premium，2016年9月28日）
- 最喜歡電視（2015年度開始）
- NHK新聞早安日本（時令體驗記者：2016年度，原則上每月1次，週日）
- 給大人的小說（日语：オトナヘノベル）（旁白）
- 首都圈網路（日语：首都圏ネットワーク）（記者、新聞旁白：2015年4月 - 2017年7月）
- NHK新聞早安日本 關東甲信越（日语：NHKニュースおはよう日本・関東甲信越）（記者：2015年度 - 2016年度）
- Choice@生病時（日语：チョイス@病気になったとき）（選擇顧問：2017年度）
- 日曜討論（主持人：2017年7月9日 - 2019年3月31日）（第1次）
- 啦啦啦♪古典（日语：ららら♪クラシック）（主持人：2017年度 - 2018年度）
- 古典藝能招待（日语：古典芸能への招待）（主持人）

大阪放送局時期（2019年度 - 2023年7月）
- NHK新聞早安關西（日语：NHKニュースおはよう関西）（主播：2019年度 - 2020年度、2023年4月 - 2023年7月〈隔週輪替〉）
- 美好手作（日语：すてきにハンドメイド）（主持人：2019年 - 2020年度）
- 時代更迭～平成最後一天特別節目（日语：ゆく時代くる時代〜平成最後の日スペシャル〜）「大年表＆平成小玩意鑑定秀」（2019年4月30日）
- 新聞熱門關西→熱門關西（日语：ほっと関西）（主播：2021年度 - 2022年度）
- 列島新聞（主播：2021年度 - 2023年7月24日）

東京播音員室時期（第2次）（2023年8月 - 2025年4月）
- 首都圈網路（日语：首都圏ネットワーク）（旁白：2023年10月2日 - 2024年3月29日）
- 清爽自然百景（日语：さわやか自然百景）（旁白：2023年10月8日「京都 冠島」）
- 日曜討論（主持人：2024年4月7日 - 2025年4月13日）（第2次）
- #NHK（日语：NHKプレマップ）（2024年4月10日 - 2025年3月） - NHK的宣傳迷你節目

## 同期的NHK播音員
- 池田伸子
- 伊藤海彦（日语：伊藤海彦）
- 角谷直也（日语：角谷直也）
- 勝呂恭佑（日语：勝呂恭佑）
- 合原明子（日语：合原明子）
- 酒匂飛翔（日语：酒匂飛翔）
- 佐佐木彩（日语：佐々木彩）
- 佐藤誠太（日语：佐藤誠太）
- 鈴木遥（日语：鈴木遥）
- 八田知大（日语：八田知大）
- 廣瀬雄大（日语：廣瀬雄大）
- 深川仁志（日语：深川仁志）
- 深澤健太（日语：深澤健太）

## 選舉經歷
| 當選與否 | 選舉                         | 所屬政黨   | 得票數  | 得票率 | 當選標記 | 備註 |
| -------- | ---------------------------- | ---------- | ------- | ------ | -------- | ---- |
| 當選     | 第27屆日本參議院議員通常選舉 | 國民民主黨 | 634,304 | 9.11%  |          |      |

## 外部連結
- 牛田まゆ - 参議院議員 国民民主党
- 牛田まゆ | 参議院議員（東京都）的X（前Twitter）
  - 牛田 茉友｜元アナウンサー的X（前Twitter） - 非公開
- .   [2025-04-17]. （原始内容存档于2025-04-18）.